# Hosszúfarkú kakukkgébics
A hosszúfarkú kakukkgébics (Coracina longicauda) a madarak osztályának verébalakúak (Passeriformes) rendjébe és a tüskésfarúfélék (Campephagidae) családjába tartozó faj.

## Rendszerezése
A fajt Charles Walter De Vis angol zoológus és ornitológus írta le 1890-ben, a Graucalus nembe Graucalus longicauda néven.

## Alfajai
- Coracina longicauda grisea Junge, 1939
- Coracina longicauda longicauda (De Vis, 1890)[2]

## Előfordulása
Új-Guinea szigetén, Indonézia és Pápua Új-Guinea területén honos. Természetes élőhelyei a szubtrópusi vagy trópusi hegyi esőerdők.

## Megjelenése
Testhossza 33 centiméter, testtömege 90-100 gramm.

## Természetvédelmi helyzete
Az elterjedési területe nagyon nagy, egyedszáma pedig stabil. A Természetvédelmi Világszövetség Vörös listáján nem fenyegetett fajként szerepel.